# Palazzo Tiepolo Passi

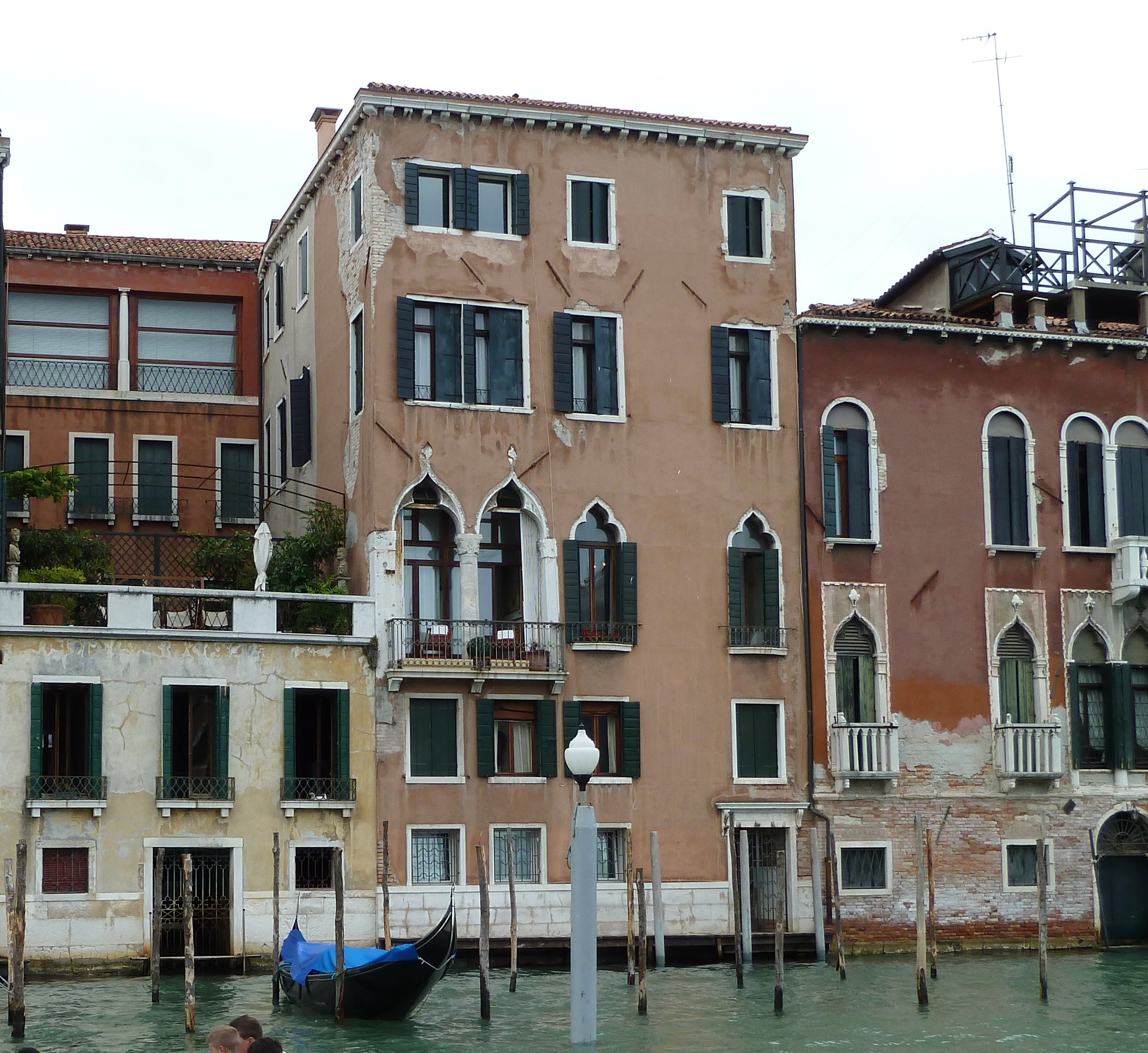
Palazzo Tiepolo Passi

Palazzo Tiepolo Passi, auch Palazzetto Tiepolo, Palazzo Tiepoletto Passi oder Ca' Tiepoletto Passi, ist ein Palast in Venedig in der italienischen Region Venetien. Er liegt im Sestiere San Polo mit Blick auf den Canal Grande zwischen dem Palazzo Soranzo Pisani und dem Palazzo Giustinian Persico.

## Geschichte
Der gotische Palast stammt vom Anfang des 14. Jahrhunderts und wurde über die Jahrhunderte mehrfach umgebaut.
Aus einer Wohnung dieses Palastes begannen am 3. November 1945 die Übertragungen von Radio Venezia Giulia, das eingerichtet wurde, um der italienischen Bevölkerung der Region Julisch-Venetien und insbesondere den Bewohnern Istriens unter der Kontrolle von Jugoslawien und Marschall Tito Informationen zu liefern und sie psychologisch zu unterstützen. Der Auftrag zur Eröffnung des Radiosenders wurde von italienischen Außenministerium und von Graf Justo Giusti del Giardino koordiniert.

## Beschreibung
Der Palast ist schmal und hoch; er erstreckt sich über vier Stockwerke, von denen nur das erste Hauptgeschoss besonderen architektonischen Wert hat.
Das Erdgeschoss mit dem darüberliegenden Mezzaningeschoss hat einen Steinsockel und ein Portal zum Wasser mit Architrav, das ganz rechts liegt. Das erste Hauptgeschoss zeigt auf der linken Seite Doppelfenster mit Kielbögen, einer kleinen Terrasse und „Fiorini“ an ihren Spitzen, getrennt durch eine Mittelsäule. Die beiden Einzelfenster auf der rechten Seite dagegen haben Dreipassbögen. Die anderen Geschosse haben je vier rechteckige Fensteröffnungen, die in der Anordnung denen des ersten Hauptgeschosses entsprechen.